# سرمتی‌ها

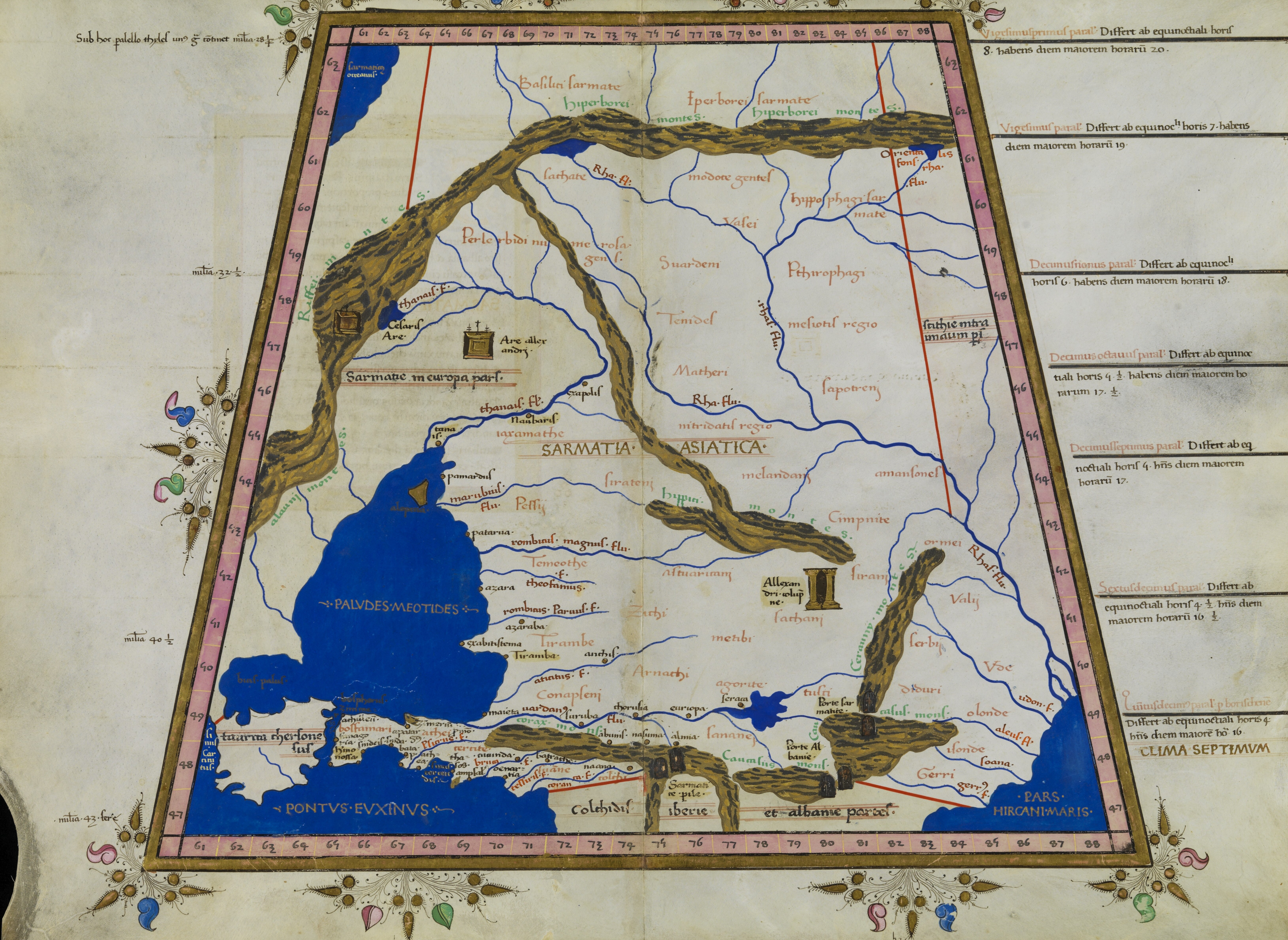
دومین نقشه آسیا برپایه کتاب جغرافیای بطلمیوس. در این نقشه سلمستان آسیایی (Sarmatia Asiatica) در میانه روسیه و سلمستان اروپایی (Sarmatia Europea) در غرب آن، سرزمین‌های هم‌مرز و جداگانه اند و از لیتوانی تا روسیه و از رومانی تا اوکراین گسترده شده‌اند. (Tabula seconda de Asia,1467)

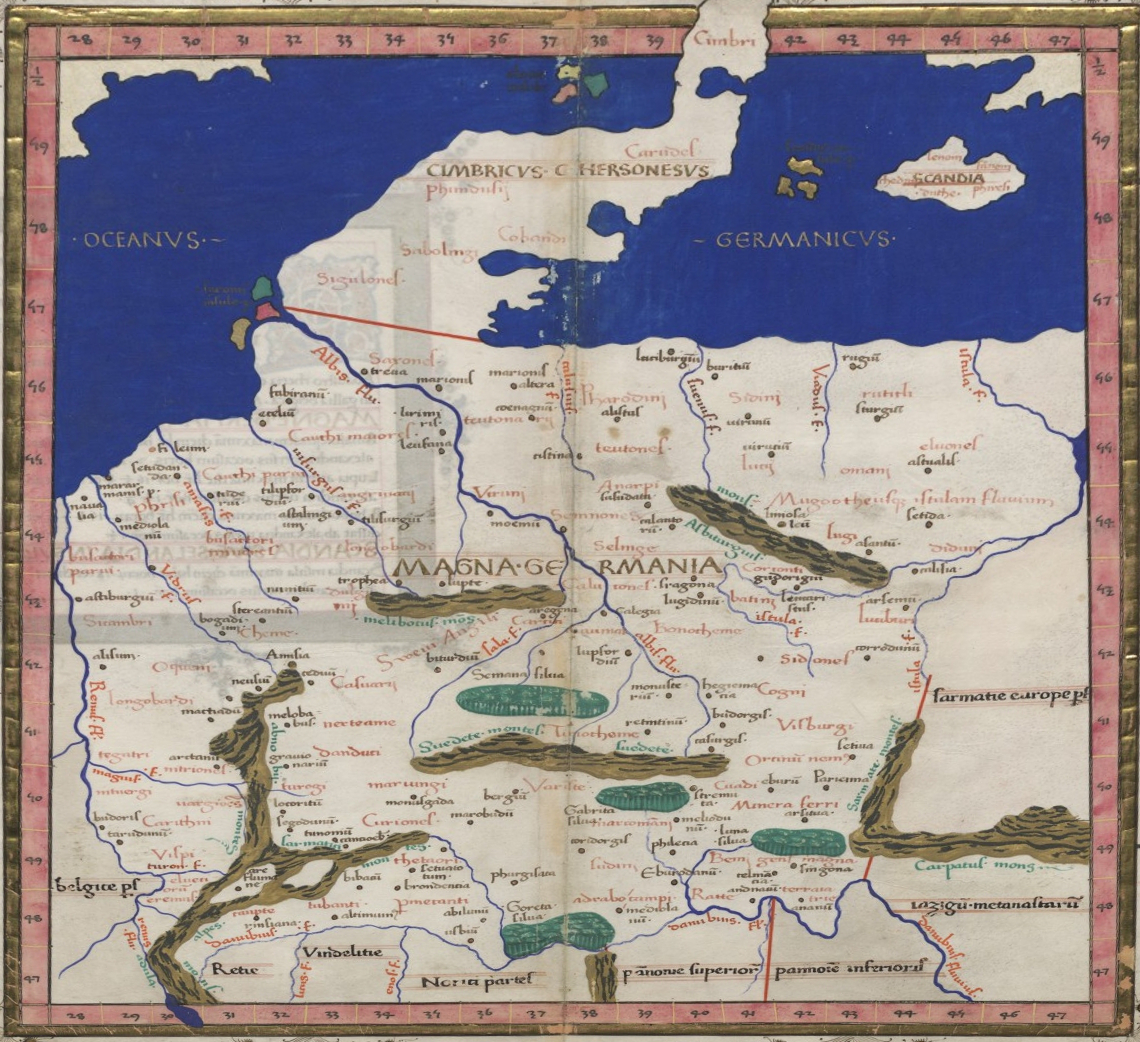
در جغرافیای بطلمیوس نام بخش پیشین شمالی-جنوبی رشته کوه کارپات، کوهستان سرمت آمده است و نام بخش شرقی-غربی کارپات.سرزمین سلمستان اروپایی نیز در اینجا نگاشته شده است

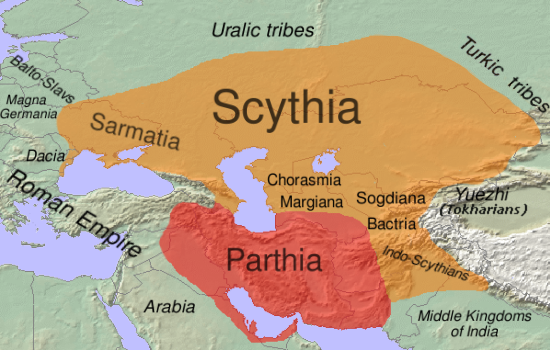
سرزمین ایرانی‌تباران سرمت (سلمستان) به عنوان بخشی از سکاستان در سال ۱۰۰ پ.م. در منطقه جنوبی‌تر گستره شاهنشاهی ایرانی پارت قرار دارد.

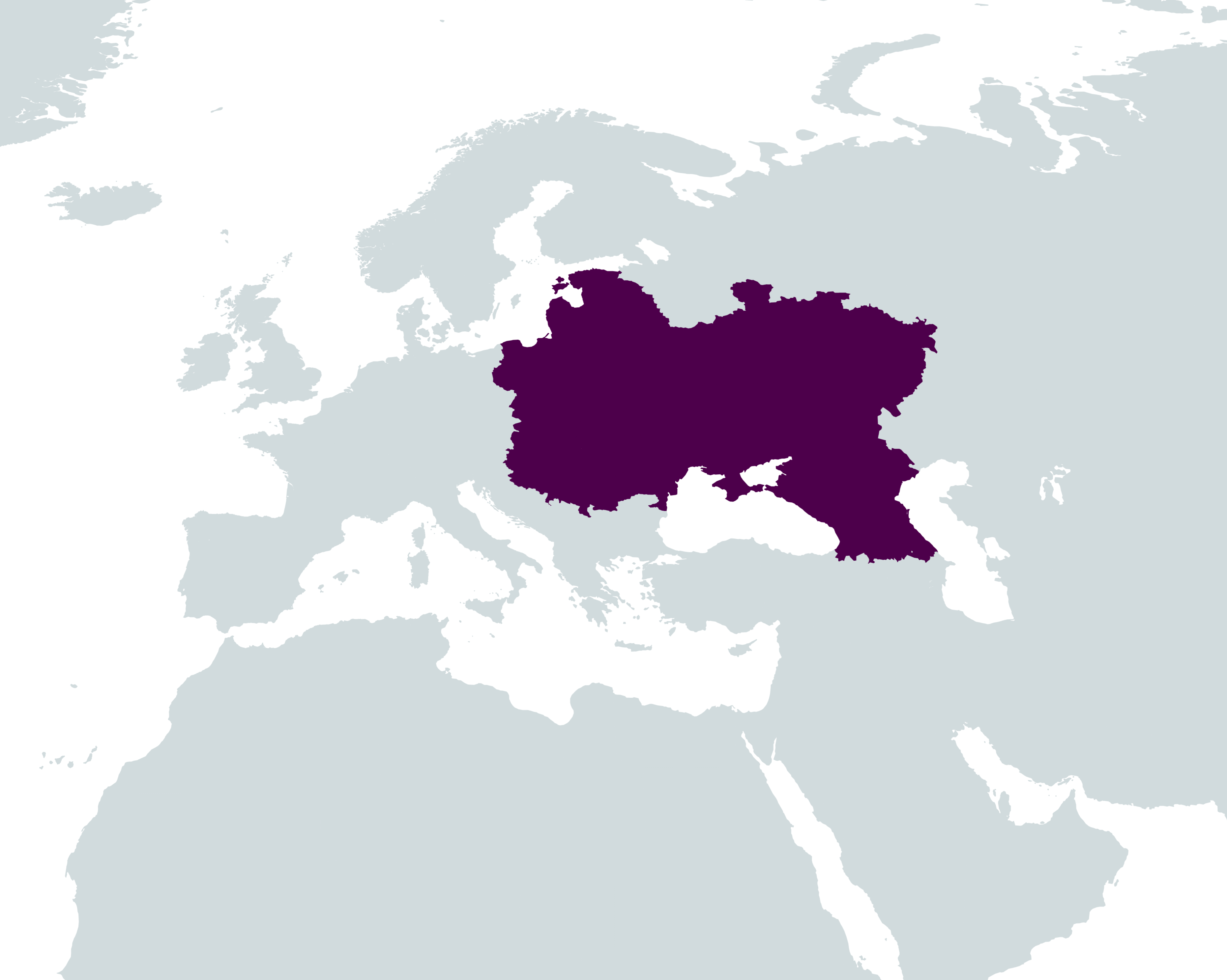
محدوده تقریبی سرزمین سارومات، که از غرب هم‌مرز با رود ویستولا تا دهانه دانوب بود و از سمت شرق تا رود ولگا را در بر می‌گرفت و با سواحل دریای سیاه و دریای خزر و همچنین قفقاز از جنوب همسایه بود.

سَلْم‌ها، سَرم‌ها یا سَرمَتی‌ها، گروهی از مردمان ایرانی‌تبار باستان بودند که در استپ‌های جنوب روسیه و اوکراین، و شرق اروپا زندگی می‌کردند. سَرمَتی‌ها جزو مردمان ایرانی‌تبار ساکن اروپا بوده و شاخه غربی از سکاها به‌شمار می‌آمدند که در سده ۴ و ۵ پیش از میلاد زندگی می‌کردند.سَرمَتی‌ها در نهایت به سبب یورش هون‌ها به سوی لهستان و اروپا رفتند و در آنجا عمدتاً جذب اقوام اسلاوهای نخستین اروپای شرقی در اوایل سده‌های میانه شدند.
سرزمین سَرمَتی‌ها را، سارومات، سَرمَتیه، سَرمَتستان می‌نامیدند، که دارای دو بخش سارومات آسیایی و سارومات اروپایی بود.
سَرمَتی‌ها در بزرگ‌ترین گسترش خود، نزدیک به قرن اول پس از میلاد، قلمروهای از ویستولا تا ولگا را پوشش می‌دادند. در حدود قرن یکم میلادی، سَرمَتی‌ها با همکاری ژرمن‌ها، درگیری‌هایی را با امپراتوری روم آغاز کردند.
در فاصله سده‌های ۳ تا ۵ میلادی، سَرمَتی‌ها توسط گوت‌ها و سپس توسط هون‌ها شکست خورده و جذب اسلاوهای شرقی شدند.
قدرت سَرمَتی‌ها در سبزدشت‌های اوراسیا در سده ۲ و ۳ میلادی، آن‌هم در زمانی که هون‌ها قلمرو آن‌ها را در سبزدشت پونتی‌کاسپی و منطقه اورال تصرف کردند رو به کاهش گذاشت. با آغاز دوره مهاجرت‌ها (هون‌ها، گوت‌ها) در سده ۴ پیش از میلاد رفته رفته از جمعیت سَرمَتی‌ها کاسته شد و آن‌ها با مردمانی که بعدها در مرزبندی‌های سیاسی امروزی در چارچوب کشورهای روسیه، اوکراین، بلاروس، لهستان، لیتوانی، مجارستان، بلغارستان، رومانی، مولداوی و کشورهای بالکان جای گرفته‌اند درآمیختند.
گرچه شاخه‌ای از سَرمَتی‌ها بنام یاسی‌ها تا سده پانزدهم میلادی نیز برجای بودند و به گویش یاسی، سخن می‌گفتند. همچنین بعدها دسته‌ای دیگر از سَرمَتی‌ها نیز به آلان‌ها معروف شدند، که در سده نهم تا سیزدهم میلادی دارای یک پادشاهی در شمال قفقاز بودند. امروزه این مردم را با نام آسی‌ها می‌شناسند که در ناحیه ایرستان زندگی می‌کنند.
به گفتهٔ هرودت، سَرمَتی‌ها از مردمان ایرانی سکایی بودند، که از سکاهای جوان و سکاهای آمازون‌ها (رزمنده‌ها) شکل گرفته‌اند. این قوم متعلق به شعبهٔ شمالیِ گروهِ ایرانی زبانِ ساکن در آسیا بوده‌اند که در سده سوم پیش از میلاد جانشین سکاها در جنوب اوکراین شدند و تا حملهٔ گوت‌ها و هون‌ها در این سرزمین باقی مانده و با مادها، پارسها، و پارت‌ها از نظر نژادی، پیوستگی نزدیکی داشته‌اند. زبان آن‌ها وابسته به زبان آسی بوده که از زبان سکاها گرفته شده است.
گسترده‌ترین ناحیه‌ای که سَرمَتی‌ها در آن سکونت یافتند از یک سو سرزمین میان رود ویستولا تا ریزشگاه رود دانوب و از سوی شرق تا رود ولگا، و از سوی دیگر از منطقه اسرارآمیز فراشمالی‌ها در شمال تا دریای سیاه و دریای کاسپی در جنوب بود. سرزمین‌های میان دریای سیاه و خزر تا کوه‌های قفقاز هم در محدوده آن‌ها به‌شمار می‌آمد.
ریشه نام سرمت را هم ریشه با واژه اوستایی zarema- به معنی «پیر» دانسته‌اند و نظر زبانشناسان بر این است که این نام معنی ارشد و پیش‌کسوت را تداعی می‌کرده است.

## جایگاه در متون تاریخی
در شاهنامه فردوسی و متون کهن دوران اسلامی از آنها به صورت سَرم و سلم یاده شده و از سلم به نام یکی از سه پسر فریدون یاد شده که بخش غربی سرزمین پدری اش برای فرمانروایی بدو سپرده شد. بر اساس نظر غالب خاورشناسان، قوم سلم را همان طوایف سارمات می‌دانند.

در اَوِستا نیز از سرم‌ها تحت عنوان «سئیریم» یاد شده و در فروردین‌یشت بند ۱۴۳ چنین آمده است: 
می‌ستاییم فروهرهای راست‌مردان سرزمین‌های «ایرانی» را، می‌ستاییم فروهرهای راست‌زنان سرزمین‌های «ایرانی» را، 
می‌ستاییم فروهرهای راست‌مردان سرزمین‌های «تورانی» را، می‌ستاییم فروهرهای راست‌زنان سرزمین‌های «تورانی» را، 
می‌ستاییم فروهرهای راست‌مردان سرزمین‌های «سَئیریم» را، می‌ستاییم فروهرهای راست‌زنان سرزمین‌های «سَئیریم» را.

## تیره‌ها و دسته‌های سرمی
- رخش‌آلان‌ها
- یازیگ‌ها
- یاسی‌ها
- آلان‌ها

## نکته دستوری زبان سکاها
در زبان سکایی (اسکیتی) «ت» یا «د» نشان جمع است همانند «ان» یا «ها» در زبان پارسی.
- اسکی = سکا (مفرد) | اسکیت = سکاها (جمع)
- آمار = آمار (مفرد) | آمارت = آمارها (جمع)
- سرم = سرم/سلم (مفرد) | سرمت = سرم/سلم‌ها (جمع)
- پار = پار (مفرد) | پارت = پارها (جمع)
- اُس = اس (مفرد) | اُست = اس‌ها (جمع)